# Xifratge dels francmaçons

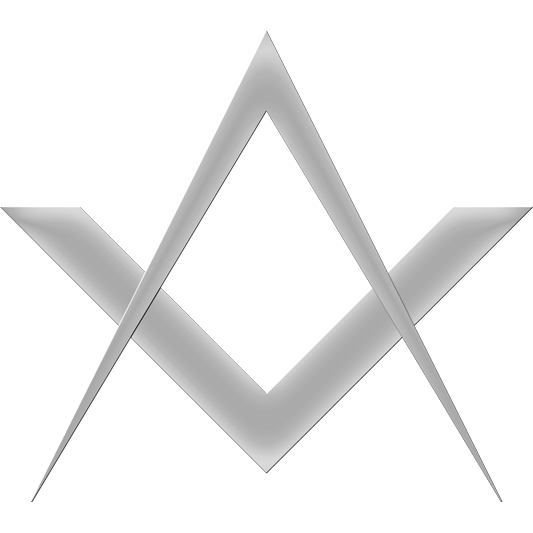
Símbols de l'escaire i el compàs

El xifrat dels Francmaçons, també anomenat alfabet del parc de porcs o Pigpen, és un xifratge de substitució associant a cada lletra un símbol. És fàcilment desxifrable per anàlisi freqüencial.

## Història
Aquest xifrat ha estat inventat i ha estat emprat pels Francmaçons al segle xviii. Està inspirat en el xifratge dels Templers. Una variant d'aquest xifrat ha estat inventat per Heinrich Cornelius Agrippa von Nettesheim, al seu llibre titulat De occulta philosophia. Amb aquesta variant, no totes les lletres de l'alfabet són tingudes en compte.

## Principi
El terme parc de porcs ve de la manera de preparar els símbols emprats per substituir les lletres. Es tracen tancats en els quals es col·loca l'alfabet. N'hi ha prou aleshores de copiar la zona que correspon a la lletra desitjada.
Heus aquí un exemple d'alfabet col·locat a quatre tancats. Els punts permeten distingir dos tancats similars. Sota la figura, un exemple de xifratge del mot "wikipedia" segons l'alfabet donat a la figura.

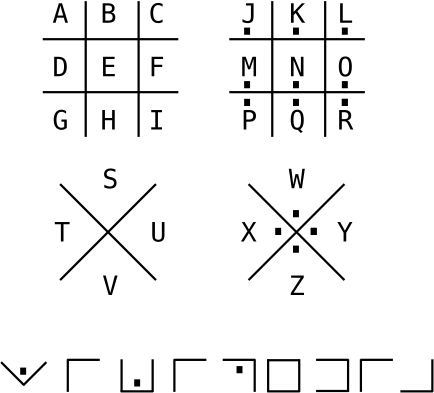
Alfabet "pigpen" i a baix de la figura, el xifratge del mot "wikipedia"